# Kỷ Sửu

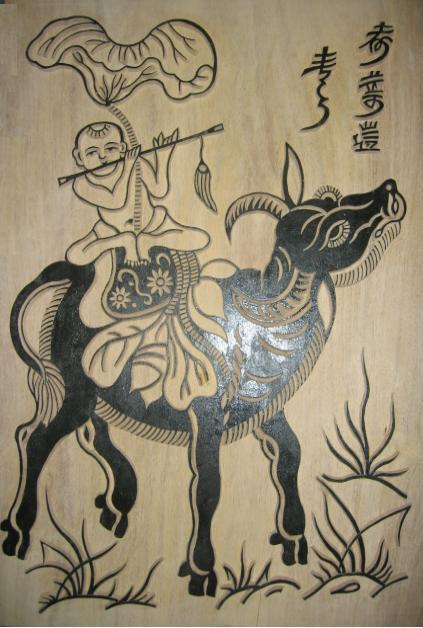

Kỷ Sửu (chữ Hán: 己丑) là kết hợp thứ 26 trong hệ thống đánh số Can Chi của người Á Đông. Nó được kết hợp từ thiên can Kỷ (Thổ âm) và địa chi Sửu (Trâu). Trong chu kỳ của lịch Trung Quốc, nó xuất hiện trước Canh Dần và sau Mậu Tý.

## Các năm Kỷ Sửu
Giữa năm 1700 và 2200, những năm sau đây là năm Kỷ Sửu (lưu ý ngày được đưa ra được tính theo lịch Việt Nam, chưa được sử dụng trước năm 1967):
- 1709
- 1769
- 1829
- 1889
- 1949 (29 tháng 1, 1949 – 16 tháng 2, 1950)
- 2009 (26 tháng 1, 2009 – 13 tháng 2, 2010)
- 2069 (23 tháng 1, 2069 – 10 tháng 2, 2070)
- 2129
- 2189

## Sự kiện năm Kỷ Sửu
- Năm 1889, tháp Eiffel được khánh thành.
- 2009 (Năm Kỷ Sửu) – Kênh VCTV8 - BiBi (Truyền hình cáp Việt Nam) là kênh truyền hình đầu tiên của Việt Nam được thay đổi logo Tết, đánh dấu sự quay trở lại đối với logo Tết trên ngành truyền hình Việt Nam sau 6 năm không áp dụng.